# Шмид, Катарина
Катари́на Шмид (нем. Katharina Schmid; девичья фамилия — Альтха́ус (нем. Althaus), род. 23 мая 1996 года) — немецкая прыгунья на лыжах с трамплина, двукратный серебряный призёр Олимпийских игр в прыжках с нормального трамплина (2018 и 2022), 7-кратная чемпионка мира.

## Спортивная карьера
В феврале 2015 года завоевала золотую медаль в смешанных командах на чемпионате мира в шведском Фалуне.
На зимних Олимпийских играх в феврале 2022 года в Пекине Катарина в первый день соревнований 5 февраля в личных соревнованиях в прыжках со среднего трамплина завоевала серебряную медаль.
На чемпионате мира 2023 года в Планице завоевала три золотые и одну бронзовую медали. На нормальном трамплине впервые в карьере стала чемпионкой мира в личной дисциплине.
В Кубке мира трижды занимала второе место в общем зачёте: 2017/18, 2018/19, 2022/23.
3 мая 2023 года Катарина вышла замуж за Патрика Шмида, и с сезона 2023/2024 она выступает под фамилией мужа.
На чемпионате мира 2025 года в Тронхейме в командном соревновании с нормального трамплина в составе Германии завоевала бронзовую медаль.

## Результаты на крупнейших турнирах

### Олимпийские игры
| Олимпийские игры | Возраст | Нормальный трамплин | Нормальный трамплин, смешанная команда |
| ---------------- | ------- | ------------------- | -------------------------------------- |
| 2014 Сочи        | 17      | 23                  | н/д                                    |
| 2018 Пхёнчхан    | 21      | 2                   | н/д                                    |
| 2022 Пекин       | 25      | 2                   | 9                                      |

### Чемпионаты мира по лыжным видам спорта
10 медалей (7 золотых, 1 серебряная, 2 бронзовые)
| Чемпионат мира      | Возраст | Нормальный трамплин | Большой трамплин | Нормальный трамплин, команда | Нормальный трамплин, смешанная команда |
| ------------------- | ------- | ------------------- | ---------------- | ---------------------------- | -------------------------------------- |
| 2013 Валь-ди-Фьемме | 16      | 32                  | н/д              | н/д                          | —                                      |
| 2015 Фалун          | 18      | 17                  | н/д              | н/д                          | 1                                      |
| 2017 Лахти          | 20      | 8                   | н/д              | н/д                          | —                                      |
| 2019 Зефельд        | 22      | 2                   | н/д              | 1                            | 1                                      |
| 2021 Оберстдорф     | 24      | 10                  | 12               | 5                            | 1                                      |
| 2023 Планица        | 26      | 1                   | 3                | 1                            | 1                                      |
| 2025 Тронхейм       | 28      | 19                  |                  | 3                            |                                        |

### Победы на этапах Кубка мира (7)
| №  | Сезон   | Дата            | Место проведения | Трамплин                 |
| -- | ------- | --------------- | ---------------- | ------------------------ |
| 1. | 2016/17 | 12 февраля 2017 | Любно            | Нормальный трамплин НТ95 |
| 2. | 2017/18 | 2 декабря 2017  | Лиллехаммер      | Нормальный трамплин НТ98 |
| 3. | 2017/18 | 3 декабря 2017  | Лиллехаммер      | Большой трамплин БТ140   |
| 4. | 2017/18 | 3 марта 2018    | Рышнов           | Нормальный трамплин НТ97 |
| 5. | 2018/19 | 2 декабря 2018  | Лиллехаммер      | Большой трамплин БТ140   |
| 6. | 2018/19 | 15 декабря 2018 | Преманон         | Нормальный трамплин НТ90 |
| 7. | 2018/19 | 16 декабря 2018 | Преманон         | Нормальный трамплин НТ90 |